# Starkenberg
Starkenberg – miejscowość i gmina w Niemczech, w kraju związkowym Turyngia, w powiecie Altenburger Land, wchodzi w skład wspólnoty administracyjnej Rositz. Do 31 grudnia 2018 należała do wspólnoty administracyjnej Altenburger Land.
1 stycznia 2012 do gminy przyłączono gminę Großröda, która stała się jednocześnie jej dzielnicą.

## Współpraca
Miejscowość partnerska:
- Starkenburg, Nadrenia-Palatynat